# Nothosaerva
Nothosaerva é um género botânico pertencente à família Amaranthaceae.

## Espécies
- Nothosaerva brachiata